# HD 22905
HD 22905，又名BD-15 634，SAO 149094、HR 1120，是一颗恒星，视星等为6.33，位于銀經204.83，銀緯-49.12，其B1900.0坐标为赤經3h 35m 34s，赤緯-15° -49.12′ 0″。